# الکوزئوکا دو گوئررو (شهر)
الکوزئوکا دو گوئررو (شهر) (به اسپانیایی: Alcozauca de Guerrero (municipality)) یک منطقهٔ مسکونی در مکزیک است که در گررو واقع شده‌است.

## خصوصیات
الکوزئوکا دو گوئررو ۱۶٬۲۳۷ نفر جمعیت دارد.